# Nesmy
Nesmy ist eine französische Gemeinde mit 3.056 Einwohnern (Stand: 1. Januar 2022) im Département Vendée in der Region Pays de la Loire. Sie gehört zum Arrondissement La Roche-sur-Yon und zum Kanton La Roche-sur-Yon-2 (bis 2015: Kanton La Roche-sur-Yon-Sud). Die Einwohner werden Nesmysien(ne)s genannt.

## Geographie
Nesmy liegt neun Kilometer südsüdöstlich von La Roche-sur-Yon am Fluss Yon, wo an der Gemeindegrenze der Zufluss Ornay einmündet. An der südwestlichen Gemeindegrenze verläuft das Flüsschen Graon. Umgeben wird Nesmy von den Nachbargemeinden La Roche-sur-Yon im Norden, Saint-Florent-des-Bois im Osten, Chaillé-sous-les-Ormeaux im Südosten, La Boissière-des-Landes im Süden und Südwesten sowie Aubigny im Westen.

## Bevölkerungsentwicklung
| Jahr      | 1962 | 1968 | 1975 | 1982 | 1990 | 1999 | 2006 | 2012 |
| Einwohner | 1306 | 1241 | 1390 | 1790 | 1963 | 1976 | 2318 | 2744 |

## Sehenswürdigkeiten

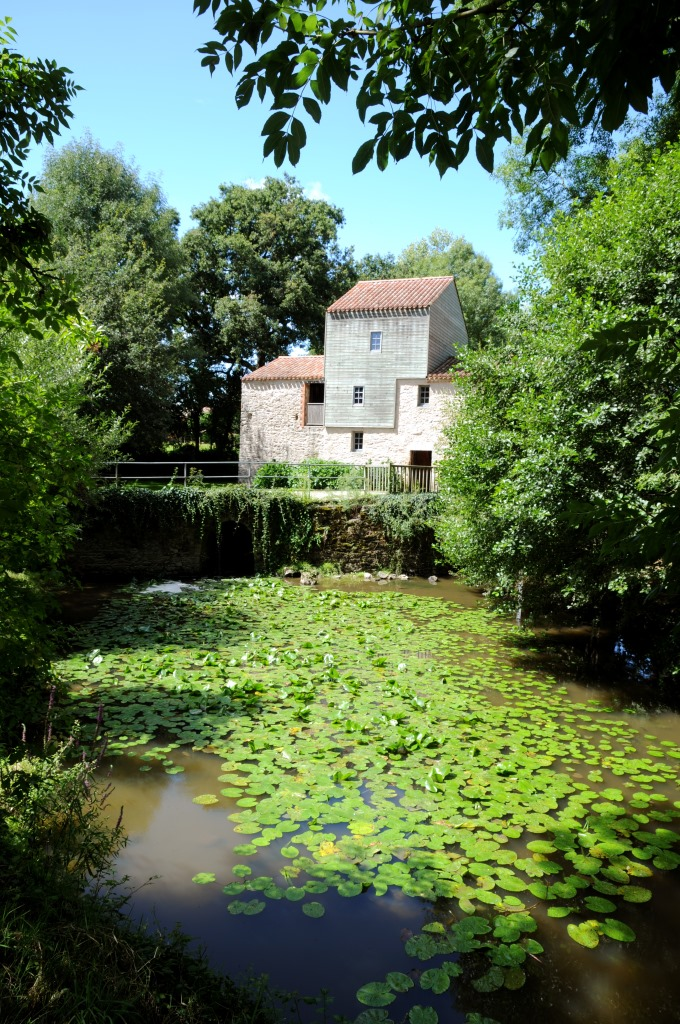
Wassermühle von Rambourg am Yon

- Schloss Nesmy mit historischer Gartenanlage (Monument historique)
- Wassermühle von Rambourg
- Alte Töpferei

## Persönlichkeiten
- Gilbert Prouteau (1917–2012), Schriftsteller

## Gemeindepartnerschaften
Mit der deutschen Gemeinde Burggen in Bayern besteht seit 1993 eine Partnerschaft.